# Sikander Bakht
Sikander Bakht (* 24. August 1918 in Neu-Delhi; † 23. Februar 2004 in Thiruvananthapuram, Kerala) war ein indischer Politiker der Janata Party sowie später der Bharatiya Janata Party (BJP), der unter anderem Außenminister und später von 2002 bis zu seinem Tod Gouverneur von Kerala war.

## Leben

### Kommunalpolitiker und Lok Sabha-Mitglied
Bakht absolvierte nach dem Schulbesuch ein Studium der Sozialwissenschaften an der University of Delhi und schloss dieses mit einem Bachelor of Science (B.Sc.) ab. Er war danach als Sozialarbeiter tätig. 
Sein politisches Engagement begann er unmittelbar nach der Souveränität von Großbritannien 1947 als Sondermagistrat, ehe er 1951 bis 1952 Mitglied des Stadtrates von Neu-Delhi war. Später war er von 1967 bis 1968 zuerst Vorsitzender des Elektrizitätsversorgungsunternehmens von Neu-Delhi und danach bis 1970 Mitglied des Ausschusses dieses Unternehmens. Gleichzeitig war er von 1967 bis 1971 der Städtischen Gesellschaften Neu-Delhis sowie zugleich von 1970 bis 1971 Mitglied des Ständigen Ausschusses der Städtischen Gesellschaften. Bakht, der 1969 Mitglied des Indischen Nationalkongresses (INC) und später der INC-Organisation (INC-O) war, war zwischen 1972 und 1977 Mitglied des Stadtrates von Neu-Delhi.
Bakht wurde bei den Wahlen zur Lok Sabha, dem Unterhaus des indischen Parlaments, 1977 zum Abgeordneten gewählt und vertrat dort während der sechsten Legislaturperiode 1979 für die BJP den Wahlkreis Delhi-Chandni Chowk. 

### Minister, Rajya Sabha-Mitglied und Gouverneur
Bakht wurde im März 1977 von Premierminister Morarji Desai als Minister für öffentliche Arbeiten, Wohnungsbau, Versorgung und Rehabilitation (Union Minister of Works, Housing, Supply and Rehabilitation) in dessen Kabinett berufen und bekleidete diese Funktion bis zum Ende von Desais Amtszeit im Juli 1979.
Im April 1990 wurde Bakht Mitglied des Rajya Sabha, des Oberhauses des indischen Parlaments, in dem er bis April 2002 Madhya Pradesh vertrat. Während seiner Oberhausmitgliedschaft war er von 1992 bis 1998 zunächst Oppositionsführer in der Rayja Sabha.
Am 21. Mai 1996 berief ihn Premierminister Atal Bihari Vajpayee von der Bharatiya Janata Party zum Außenminister (Union Minister of External Affairs), bekleidete dieses Amt allerdings nur für zehn Tage, da Vajpayee bereits am 1. Juni 1996 das Amt des Premierministers an H. D. Deve Gowda von der Janata Dal abgab.
Nachdem Vajpayee am 19. März 1998 zum zweiten Mal Premierminister wurde, übernahm Bakht in dieser Regierung das Amt des Industrieministers (Union Minister of Industry) und befand sich bis 1999 in diesem Ministeramt. Gleichzeitig fungierte er von 1998 bis 1999 als Führer der Regierung im Oberhaus (Leader of the Rayja Sabha) und war danach von 1999 bis 2002 Vorsitzender des Handelsausschusses der Rayja Sabha.
Für seine langjährigen politischen Verdienste wurde Bakht im Jahr 2000 mit dem Padma Vibhushan ausgezeichnet, nach dem Bharat Ratna der zweithöchste indische zivile Verdienstorden.
Staatspräsident K. R. Narayanan ernannte ihn am 18. April 2002 zum Nachfolger von Sukhdev Singh Kang als Gouverneur von Kerala. Das Gouverneursamt dieses Bundesstaates bekleidete er bis zu seinem Tod am 23. Februar 2004. Zwei Tage später wurde Triloki Nath Chaturvedi am 25. Februar 2004 neuer Gouverneur Keralas.